# Mickey Walsh
Mickey Walsh (* 13. srpna 1954, Chorley) je bývalý irský fotbalista, útočník. Byl nejlepším střelcem anglické druhé ligy 1976/1977.

## Fotbalová kariéra
Hrál v Anglii za Chorley FC, Blackpool FC, Everton FC a Queens Park Rangers FC. Od roku 1980 hrál portugalskou ligu za FC Porto, SC Salgueiros a SC Espinho, nastoupil ve 130 ligových utkáních, dal 41 gólů a s FC Porto získal dva mistrovské tituly a jedno vítězství v portugalském fotbalovém poháru. Kariéru zakončil ve druhé portugalské lize v týmu Rio Ave FC. V Poháru mistrů evropských zemí nastoupil v 1 utkání, v Poháru vítězů pohárů nastoupil ve 13 utkáních a dal 3 góly a v Poháru UEFA nastoupil v 7 utkáních a dal 4 góly. Za irskou reprezentaci nastoupil v letech 1975-1984 ve 21 utkáních a dal 3 góly. 

## Ligová bilance
| Ročník                        | Zápasy | Góly | Klub                   |
| ----------------------------- | ------ | ---- | ---------------------- |
| 2. anglická liga 1973/1974    | 21     | 3    | Blackpool FC           |
| 2. anglická liga 1974/1975    | 37     | 12   | Blackpool FC           |
| 2. anglická liga 1975/1976    | 42     | 17   | Blackpool FC           |
| 2. anglická liga 1976/1977    | 41     | 26   | Blackpool FC           |
| 2. anglická liga 1977/1978    | 39     | 14   | Blackpool FC           |
| 1. anglická liga 1978/1979    | 21     | 1    | Everton FC             |
| 1. anglická liga 1978/1979    | 10     | 3    | Queens Park Rangers FC |
| 1. anglická liga 1979/1980    | 7      | 0    | Queens Park Rangers FC |
| 2. anglická liga 1980/1981    | 1      | 0    | Queens Park Rangers FC |
| 1. portugalská liga 1980/1981 | 19     | 14   | FC Porto               |
| 1. portugalská liga 1981/1982 | 8      | 0    | FC Porto               |
| 1. portugalská liga 1982/1983 | 25     | 1    | FC Porto               |
| 1. portugalská liga 1983/1984 | 16     | 9    | FC Porto               |
| 1. portugalská liga 1984/1985 | 8      | 1    | FC Porto               |
| 1. portugalská liga 1985/1986 | 9      | 3    | FC Porto               |
| 1. portugalská liga 1986/1987 | 29     | 5    | SC Salgueiros          |
| 1. portugalská liga 1987/1988 | 26     | 4    | SC Espinho             |
| 2. portugalská liga 1988/1989 | 2      | 0    | Rio Ave FC             |
| CELKEM 1. portugalská liga    | 130    | 41   |                        |
| CELKEM 1. anglická liga       | 30     | 4    |                        |